# ATC L03 – Immunstimulánsok
Az ATC L03 – Immunstimulánsok a gyógyszerek anatómiai, gyógyászati és kémiai osztályozási rendszerének (ATC) egyik alcsoportja.
| ATC L   | Daganatellenes szerek és immunmodulátorok |
| ------- | ----------------------------------------- |
| ATC L01 | Daganatellenes szerek                     |
| ATC L02 | Endokrin terápia                          |
| ATC L03 | Immunstimulánsok                          |
| ATC L04 | Immunszuppresszív szerek                  |

## L03A Citokinek és immunmodulátorok

### L03AA Kolonia stimuláló faktorok
L03AA02 Filgrastim
L03AA03 Molgramostim
L03AA09 Sargramostim
L03AA10 Lenograstim
L03AA12 Ancestim
L03AA13 Pegfilgrastim

### L03AB 	Interferonok
L03AB01 Interferon alfa natural
L03AB02 Interferon beta natural
L03AB03 Interferon gamma
L03AB04 Interferon alfa-2a
L03AB05 Interferon alfa-2b
L03AB06 Interferon alfa-n1
L03AB07 Interferon beta-1a
L03AB08 Interferon beta-1b
L03AB09 Interferon alfacon-1
L03AB10 Peginterferon alfa-2b
L03AB11 Peginterferon alfa-2a

### L03AC Interleukinek
L03AC01 Aldesleukin
L03AC02 Oprelvekin

### L03AX Egyéb citokinek és immunmodulátorok
| L03AX01 | Lentinan                | Lentinan                  |                            |
| L03AX02 | Rokvinimex              | Roquinimex                |                            |
| L03AX03 | BCG vakcina             | BCG vaccine               |                            |
| L03AX04 | Pegademáz               | Pegademase                |                            |
| L03AX05 | Pidotimod               | Pidotimod                 |                            |
| L03AX07 | Policitidilsav          | Poly I:C                  |                            |
| L03AX08 | Poli ICLC               | Poly ICLC                 |                            |
| L03AX09 | Timopentin              | Thymopentin               |                            |
| L03AX10 | Immunocianin            | Immunocyanin              |                            |
| L03AX11 | Tazonermin              | Tasonermin                |                            |
| L03AX12 | Melanoma vakcina        | Melanoma vaccine          |                            |
| L03AX13 | Glatiramer acetát       | Glatiramer acetate        |                            |
| L03AX14 | Hisztamin-dihidroklorid | Histamine dihydrochloride | Histamini dihydrochloridum |
| L03AX15 | Mifamurtid              | Mifamurtide               |                            |
| L03AX16 | Plerixafor              | Plerixafor                |                            |
| L03AX17 | Szipuleucel-T           | Sipuleucel-T              |                            |
| L03AX18 | Kridanimod              | Cridanimod                |                            |
| L03AX19 | Dasziprotimut-T         | Dasiprotimut-T            |                            |